# Julián Araujo
Julián Vicente Araujo Zúñiga (Lompoc, California, Estados Unidos, 13 de agosto de 2001) es un futbolista mexicano que juega de defensa en el AFC Bournemouth de la Premier League. Es internacional absoluto con la selección de México.

## Trayectoria
Sus padres, Jorge y Guadalupe, son originarios del estado de Guanajuato, México. Ambos migraron hacia los Estados Unidos durante su juventud y se radicaron en California, dedicándose a ser campesinos en los sembradíos de fresas en el condado de Santa Bárbara.
Julián se formó en una academia del Barcelona ubicada en Arizona.

### L. A. Galaxy II
Araujo debutó profesionalmente con el LA Galaxy II el 4 de octubre de 2018 en el empate 2-2 ante el Seattle Sounders FC 2 por la USL.

### L. A. Galaxy
El 1 de marzo de 2019 fichó por el LA Galaxy.

### F. C. Barcelona
El 17 de febrero de 2023, se anunció que se había incorporado al F. C. Barcelona Atlètic debido a que no había logrado cerrar su fichaje al primer equipo (F. C. Barcelona) en el mercado de transferencias de invierno. Esto se debió a que el papeleo no había llegado a tiempo, con una diferencia de solo 18 segundos. En ese momento, Araujo estuvo entrenando con el F. C. Barcelona Atlètic (dirigido en ese momento por su compatriota Rafael Márquez) mientras esperaba la resolución del Tribunal de Arbitraje Deportivo (TAS) en relación con su apelación contra la decisión de la FIFA de no permitir su inscripción en el mercado de invierno.
El 4 de junio de 2023, se anunció que Araujo formaría parte de la plantilla del F. C. Barcelona para el partido amistoso contra el club japonés Vissel Kobe llevado a cabo en el Estadio Olímpico de Tokio portando el dorsal número 2. En tal partido ganaron 2 a 0, donde Araujo fue titular todo el partido.

### U. D. Las Palmas
El 1 de agosto de 2023 se incorporó a la U. D. Las Palmas de la Primera División de España en calidad de cedido para la temporada 2023-24.

### AFC Bournemouth
El 13 de agosto de 2025, después de realizar la gira de pretemporada por Estados Unidos con el Barcelona F. C. bajo las órdenes de Hansi Flick, fue traspasado al Bournemouth de la Premier League a cambio de diez millones de euros. El 14 de noviembre sufrió una grave lesión que se estimó le dejaría fuera de la práctica futbolística entre 4 y 6 meses.

## Selección nacional

### Selección de los Estados Unidos

#### Sub-23
Araujo fue incluido en la lista final de 20 jugadores de la Selección de Futbol sub-23 de Estados Unidos para el Preolímpico de Concacaf de 2020 que se disputaría en marzo de 2021.

#### Selección absoluta
Araujo fue llamado a la selección de fútbol de los Estados Unidos para el campamento de enero de 2020, pero no hizo una aparición oficial en el partido.
Fue convocado nuevamente en diciembre de 2020 para un partido contra El Salvador, en el que debutó.
El 18 de junio de 2021, Araujo fue incluido en la lista preliminar de 59 jugadores para la Copa Oro de la CONCACAF 2021. El 1 de julio de 2021, Araujo quedó fuera de la lista final de la Copa Oro de la CONCACAF. Gregg Berhalther citó la doble ciudadanía de Araujo y que él no se sentía listo para estar sujeto al límite máximo de la selección.

### Selección de México

#### Selección absoluta
| Club               | País   | Partidos | Goles | Periodo         |
| ------------------ | ------ | -------- | ----- | --------------- |
| Selección mexicana | México | 7        | 0     | 2021 - Presente |

El 13 de agosto de 2021, los medios deportivos en México revelaron el propio Araujo había presentado y enviado la solicitud del cambio único a la FIFA para unirse a la selección mexicana. A partir del 4 de octubre de 2021, la FIFA aprobó oficialmente el caso de Araujo para comenzar a jugar por México.
Araujo debuta con la selección de México el 8 de diciembre de 2021 en un encuentro amistoso ante Chile, jugando de arranque y completando los 90 minutos, dicho encuentro terminó en empate 2–2. De ese modo, Araujo se convierte en el tercer jugador en la historia de la rivalidad futbolística entre México y los EE. UU. en haber portado las playeras de ambos países, así como Martín Vásquez y Edgar Castillo también lo hicieron en sus respectivas épocas.

## Estadísticas

### Clubes
Actualizado al último partido disputado el 9 de noviembre de 2024.
| Club                            | Div.          | Temporada     | Liga  | Liga  | Liga   | Copas nacionales | Copas nacionales | Copas nacionales | Copas internacionales | Copas internacionales | Copas internacionales | Total | Total | Total  |
| Club                            | Div.          | Temporada     | Part. | Goles | Asist. | Part.            | Goles            | Asist.           | Part.                 | Goles                 | Asist.                | Part. | Goles | Asist. |
| ------------------------------- | ------------- | ------------- | ----- | ----- | ------ | ---------------- | ---------------- | ---------------- | --------------------- | --------------------- | --------------------- | ----- | ----- | ------ |
| L. A. Galaxy II Estados Unidos  | 2.ª           | 2018          | 2     | 0     | 0      | —                | —                | —                | —                     | —                     | —                     | 2     | 0     | 0      |
| L. A. Galaxy II Estados Unidos  | Total club    | Total club    | 2     | 0     | 0      | 0                | 0                | 0                | 0                     | 0                     | 0                     | 2     | 0     | 0      |
| L. A. Galaxy Estados Unidos     | 1.ª           | 2019          | 18    | 0     | 1      | 1                | 0                | 0                | 1                     | 0                     | 0                     | 20    | 0     | 1      |
| L. A. Galaxy Estados Unidos     | 1.ª           | 2020          | 17    | 1     | 2      | 0                | 0                | 0                | —                     | —                     | —                     | 17    | 1     | 2      |
| L. A. Galaxy Estados Unidos     | 1.ª           | 2021          | 32    | 0     | 6      | 0                | 0                | 0                | —                     | —                     | —                     | 32    | 0     | 6      |
| L. A. Galaxy Estados Unidos     | 1.ª           | 2022          | 35    | 1     | 5      | 4                | 0                | 0                | 1                     | 0                     | 0                     | 40    | 1     | 5      |
| L. A. Galaxy Estados Unidos     | Total club    | Total club    | 102   | 2     | 14     | 5                | 0                | 0                | 2                     | 0                     | 0                     | 109   | 2     | 14     |
| U. D. Las Palmas · España       | 1.ª           | 2023-24       | 25    | 1     | 0      | 3                | 1                | 0                | —                     | —                     | —                     | 28    | 2     | 0      |
| U. D. Las Palmas · España       | Total club    | Total club    | 25    | 1     | 0      | 3                | 1                | 0                | 0                     | 0                     | 0                     | 28    | 2     | 0      |
| A. F. C. Bournemouth Inglaterra | 1.ª           | 2024-25       | 8     | 0     | 0      | 1                | 0                | 0                | —                     | —                     | —                     | 9     | 0     | 0      |
| A. F. C. Bournemouth Inglaterra | Total club    | Total club    | 8     | 0     | 0      | 1                | 0                | 0                | 0                     | 0                     | 0                     | 9     | 0     | 0      |
| Total carrera                   | Total carrera | Total carrera | 137   | 3     | 14     | 9                | 1                | 0                | 2                     | 0                     | 0                     | 148   | 4     | 14     |

### Selección nacional
Actualizado al último partido disputado el 29 de junio de 2023.
| Selección               | Año             | Eliminatorias | Eliminatorias | Eliminatorias | Continental | Continental | Continental | Mundial | Mundial | Mundial | Amistosos | Amistosos | Amistosos | Total | Total | Total  | Media goleadora |
| Selección               | Año             | Part.         | Goles         | Asist.        | Part.       | Goles       | Asist.      | Part.   | Goles   | Asist.  | Part.     | Goles     | Asist.    | Part. | Goles | Asist. | Media goleadora |
| ----------------------- | --------------- | ------------- | ------------- | ------------- | ----------- | ----------- | ----------- | ------- | ------- | ------- | --------- | --------- | --------- | ----- | ----- | ------ | --------------- |
| Sub-17 Estados Unidos   |                 |               |               |               |             |             |             |         |         |         |           |           |           |       |       |        |                 |
| 2017                    | —               | —             | —             | —             | —           | —           | —           | —       | —       | 6       | 0         | 0         | 6         | 0     | 0     | 0.00   |                 |
| 2018                    | —               | —             | —             | —             | —           | —           | —           | —       | —       | 4       | 0         | 0         | 4         | 0     | 0     | 0.00   |                 |
| Total                   | 0               | 0             | 0             | 0             | 0           | 0           | 0           | 0       | 0       | 10      | 0         | 0         | 10        | 0     | 0     | 0.00   |                 |
| Sub-20 Estados Unidos   |                 |               |               |               |             |             |             |         |         |         |           |           |           |       |       |        |                 |
| 2018                    | —               | —             | —             | 2             | 0           | 2           | —           | —       | —       | 2       | 0         | 1         | 4         | 0     | 3     | 0.00   |                 |
| Total                   | 0               | 0             | 0             | 2             | 0           | 2           | 0           | 0       | 0       | 2       | 0         | 1         | 4         | 0     | 3     | 0.00   |                 |
| Sub-23 Estados Unidos   |                 |               |               |               |             |             |             |         |         |         |           |           |           |       |       |        |                 |
| 2019                    | —               | —             | —             | —             | —           | —           | —           | —       | —       | 2       | 0         | 0         | 2         | 0     | 0     | 0.00   |                 |
| 2020                    | —               | —             | —             | —             | —           | —           | —           | —       | —       | —       | —         | —         | 0         | 0     | 0     | 0.00   |                 |
| 2021                    | 3               | 0             | 0             | —             | —           | —           | —           | —       | —       | —       | —         | —         | 3         | 0     | 0     | 0.00   |                 |
| Total                   | 3               | 0             | 0             | 0             | 0           | 0           | 0           | 0       | 0       | 2       | 0         | 0         | 5         | 0     | 0     | 0.00   |                 |
| Absoluta Estados Unidos |                 |               |               |               |             |             |             |         |         |         |           |           |           |       |       |        |                 |
| 2020                    | —               | —             | —             | —             | —           | —           | —           | —       | —       | 1       | 0         | 0         | 1         | 0     | 0     | 0.00   |                 |
| Total                   | 0               | 0             | 0             | 0             | 0           | 0           | 0           | 0       | 0       | 1       | 0         | 0         | 1         | 0     | 0     | 0.00   |                 |
| Absoluta · México       |                 |               |               |               |             |             |             |         |         |         |           |           |           |       |       |        |                 |
| 2021                    | —               | —             | —             | —             | —           | —           | —           | —       | —       | 1       | 0         | 0         | 1         | 0     | 0     | 0.00   |                 |
| 2022                    | 1               | 0             | 0             | 1             | 0           | 0           | —           | —       | —       | —       | —         | —         | 2         | 0     | 0     | 0.00   |                 |
| 2023                    | —               | —             | —             | 4             | 0           | 0           | —           | —       | —       | 1       | 0         | 0         | 5         | 0     | 0     | 0.00   |                 |
| Total                   | 1               | 0             | 0             | 5             | 0           | 0           | 0           | 0       | 0       | 2       | 0         | 0         | 8         | 0     | 0     | 0.00   |                 |
| Total selección         | Total selección | 4             | 0             | 0             | 7           | 0           | 2           | 0       | 0       | 0       | 17        | 0         | 1         | 28    | 0     | 3      | 0.00            |
| 1. 2.                   |                 |               |               |               |             |             |             |         |         |         |           |           |           |       |       |        |                 |

## Palmarés

### Títulos internacionales
| Título                           | Equipo                        | País                   | Año  |
| -------------------------------- | ----------------------------- | ---------------------- | ---- |
| Campeonato Sub-20 de la Concacaf | Estados Unidos Sub-20         | Estados Unidos         | 2018 |
| Copa de Oro de la Concacaf       | Selección de fútbol de México | Estados Unidos- Canadá | 2023 |
| Copa de Oro de la Concacaf       | Selección de México           | Estados Unidos- Canadá | 2025 |